# Choi Su-min
Choi Su-min (født. 9. Januar 1990) er en sydkoreansk håndboldspiller, som deltog under VM i håndbold 2013 i Serbien.